# Maxence Rifflet
Pour les articles homonymes, voir Rifflet.
Maxence Rifflet (né le 1er avril 1978 à Paris) est un photographe français.

## Biographie
Entre 2002 et 2006, il avait réalisé un ensemble d'images dans la vallée du Yangtsé en Chine, puis dans la ville de Chengdu. Ce travail, exposé aux Rencontres d'Arles en 2006, documente les mutations de ces territoires et les nouveaux modes d'appropriation de l'espace public qui s'y inventent. Il est lauréat pour le prix Découverte des Rencontres d'Arles cette année-là.
Il expose à Cherbourg et à Rouen dans le cadre du festival Normandie impressionniste 2010.
Il obtient une mention spéciale au prix Nadar 2010 pour son ouvrage Une route, un chemin.
Maxence Rifflet a photographié l’univers de 7 prisons françaises, entre 2016 et 2018. Photographier en prison, plutôt que la prison, voilà qui résume son projet. Pendant 2 ans, il a en effet travaillé en relation étroite avec les prisonniers, à travers divers ateliers photographiques.

## Ouvrages
- (avec Yto Barrada et Anaïs Masson), Fais un fils et jette-le à la mer : Marseille/Tanger, Sujet-objet, 2004  (ISBN 2914981139) (OCLC 54512604)
- Une route, un chemin : sur la côte ouest de la Manche. Suivi de Boucles de la Seine, éd. Le Point du jour, 2010  (ISBN 9782912132642) (OCLC 745901068)